# Severin Ott
Severin Ott (* 7. Mai 2002) ist ein Schweizer Unihockeyspieler, der beim Nationalliga-A-Verein HC Rychenberg Winterthur unter Vertrag steht.

## Karriere
Ott debütierte 2019 in der Nationalliga A für den HC Rychenberg Winterthur.